# Kostohryzowe (rejon chersoński)
Kostohryzowe (ukr. Костогризове) – wieś na Ukrainie, w obwodzie chersońskim, w rejonie chersońskim, w hromadzie Ołeszky. W 2001 liczyła 1931 mieszkańców, spośród których 1729 wskazało jako ojczysty język ukraiński, 181 rosyjski, 4 mołdawski, 12 węgierski, 1 bułgarski, 1 białoruski, a 3 inny.